# 야마세촌 (가나가와현)
야마세촌(일본어: 山背村)은 일본 가나가와현 유루기군·나카군에 존재했던 촌이다. 현재의 히라쓰카시에 해당한다.

## 역사
- 1889년 4월 1일 - 정촌제 시행에 의해 유루기군 야마세촌이 성립하였다.
- 1896년 3월 26일 - 유루기군이 오즈미군과 통합해, 나카군 야마세촌이 되었다.
- 1909년 4월 1일 - 고나카촌과 합병해, 아사히촌이 성립하여, 동일 야마세촌은 폐지되었다.
- 1954년 7월 15일 - 아사히촌이 히라쓰카시에 편입되었다.

## 참고 문헌
- 角川日本地名大辞典編纂委員会,『角川日本地名大辞典 神奈川県』1984, 角川書店